# Nilothi
Nilothi es una ciudad censal situada en el distrito de Delhi occidental,  en el territorio de la capital nacional,  Delhi (India). Su población es de 43371 habitantes (2011). 

## Demografía
Según el censo de 2011 la población de Nilothi era de 43371 habitantes, de los cuales 23256 eran hombres y 20115 eran mujeres. Nilothi tiene una tasa media de alfabetización del 82,40%, inferior a la media estatal del 86,21%: la alfabetización masculina es del 87,07%, y la alfabetización femenina del 76,94%.